# ISO 3166-2:BZ
ISO 3166-2:BZ — стандарт Международной организации по стандартизации, который определяет геокоды. Является подмножеством стандарта ISO 3166-2, относящимся к Белизу. Стандарт охватывает 6 округов Белиза. Каждый геокод состоит из двух частей: кода Alpha2 по стандарту ISO 3166-1 для Белиза - BZ и дополнительного кода, записанных через дефис. Дополнительный двух-трёхбуквенный код в образован созвучно: названию, аббревиатуре названия округа. Геокоды округов Белиза являются подмножеством кодов домена верхнего уровня — BZ, присвоенного Белизу в соответствии со стандартами ISO 3166-1.

## Геокоды Белиза
Геокоды 6 округов административно-территориального деления Белиза.
| Код    | Административная единица | Статус |
| ------ | ------------------------ | ------ |
| BZ-BZ  | Белиз                    | округ  |
| BZ-CY  | Кайо                     | округ  |
| BZ-CZL | Коросаль                 | округ  |
| BZ-OW  | Ориндж-Уолк              | округ  |
| BZ-SC  | Станн-Крик               | округ  |
| BZ-TOL | Толедо                   | округ  |

## Геокоды пограничных Белизу государств
- Мексика — ISO 3166-2:MX (граничит на севере),
- Гватемала — ISO 3166-2:GT (граничит на западе).